# أجاويد (اسم)
أَجَاوِيد هو اسم علم مذكر من أصل عربي، وجاء الاسم على صيغة الجمع، ومعناه هو الجود والكرم.

## الأصل اللغوي
لفظ أجَاوِيد هو من المصدر جود. ويقال قد جاد جَودة وأَجاد: أَتى بالجيد من القول أو الفعل. ويقال: أَجاد فلان في عمله وأَجْوَد وجاد عمله يَجود جَوْدةً، وجُدْت له بالمال جُودًا. ورجل مِجْوادٌ مُجِيد وشاعر مِجْواد أَي مُجيد يُجيد كثيرًا. وأَجَدْته النقدً: أَعطيته جيادًا. واستجدت الشيءً: أَعددته جيدًا. واستَجاد الشيءًَ: وجَده جَيِّدًا أَو طلبه جيدًا. ورجل جَوادً: سخيًّ، وكذلك الأُنثى بغير هاءً، والجمع أَجوادً، كسَّروا فَعالًا على أَفعال حتى كأَنهم إِنما كسروا فَعَلًا. وجاودت فلانًا فَجُدْته أَي غلبته بالجودً، كما يقال ماجَدْتُه من المَجْد.
وجاد الرجل بماله يجُود جُودًاً، بالضمً، فهو جواد. وقوم جُود مثل قَذال وقُذُلًا، وإِنما سكنت الواو لأَنها حرف علةً، وأَجواد وأَجاودُ وجُوُداء؛ وكذلك امرأَة جَواد ونسوة جُود مثل نَوارٍ ونُور؛ قال أَبو شهاب الهذليً: صَناعٌ بِإِشْفاهاً، حَصانٌ بشَكرِهاً، جَوادٌ بقُوت البَطْنً، والعِرْقُ زاخِر قولهً: العرق زاخرً، قال ابن برّيً: فيه عدّة أَقوالً: أَحدها أَن يكون المعنى أَنها تجود بقوتها عند الجوع وهيجان الدم والطبائع؛ الثاني ماً، قاله أَبو عبيدة يقالً: عرق فلان زاخر إِذا كان كريمًا ينمى فيكون معنى زاخر أَنه نامٍ في الكرم؛ الثالث أَن يكون المعنى في زاخر أَنه بلغ زُخارِيَّهً، يقال بلغ النبت زخاريه إِذا طال وخرج زهره؛ الرابع أَن يكون العرق هنا الاسم من أَعرق الرجل إِذا كان له عرق في الكرم. ونساء جُود؛ قال الأَخطلً: وهُنَّ بالبَذْلِ لا بُخْلٌ ولا جُود واستجادهً: طلب جوده. ويقال: جاد به أَبواه إِذا ولداه جوادًا؛ وقال الفرزدق: قوم أَبوهم أَبو العاصي، أَجادَهُمُ قَرْمٌ نَجِيبٌ لجدّاتٍ مَناجِيبِ وأَجاده درهمًا: أَعطاه إِياه.